# (27967) Beppebianchi
(27967) Beppebianchi est un astéroïde de la ceinture principale.

## Description
(27967) Beppebianchi est un astéroïde de la ceinture principale. Il fut découvert le 1er octobre 1997 à Bologne par l'observatoire San Vittore. Il présente une orbite caractérisée par un demi-grand axe de 2,63 UA, une excentricité de 0,19 et une inclinaison de 9,5° par rapport à l'écliptique.

## Compléments